# Nossa Senhora do Sagrado Coração
Nossa Senhora do Sagrado Coração (em francês Notre Dame du Sacré Coeur; em espanhol, Nuestra Señora del Sagrado Corazón; em inglês, Our Lady of the Sacred Heart; em italiano, Nostra Signora del Sacro Cuore) é uma invocação mariana nascida do título dado à Santíssima Virgem Maria pelo Padre Julio Chevalier em 1857. Na iconografia, a Virgem Maria mostra o Coração de Seu Divino filho enquanto que o Menino Jesus aponta para a Sua mãe.

## História
Em 1854, em Issoudun (França), durante a novena da Imaculada Conceição, o padre Julio Chevalier promete que se o seu sonho de formar uma congregação missionária em honra ao Sagrado Coração de Jesus se tornar realidade, ele ensinará os fiéis a amar Maria uma maneira especial.
| “ | Art. III.- Em testemunho de gratidão a Maria, eles a considerarão como sua Fundadora e Soberana, eles a associarão com todas as suas obras e farão com que ela ame de maneira peculiar. | ” |
|   | — A promessa de Chevalier com María. |   |

Durante as várias novenas feitas à Virgem Maria, Chevalier obteve várias doações econômicas que lhe permitiram construir a Basílica de Nossa Senhora do Sagrado Coração em Issoudun (França) e em 1857 ele consolidou sua Irmandade e deu a Maria o novo nome:
| “ | ...Ao pronunciar este nome, agradecemos e glorificamos a Deus, porque ele escolheu Maria entre todas as criaturas para formar em seu ventre virginal o adorável Coração de Jesus. Reconhecemos através deste título especial, um resumo de um certo modo dos outros títulos de Maria, o poder inefável que o mais doce Salvador concedeu a ela sobre seu adorável Coração. Suplicamos a esta Mãe compassiva que nos conduza ao Coração do seu Filho... Como o poder de Maria excede em muito a nossa razão fraca pode conceber, e Jesus sempre escuta as súplicas humildes e rogos de sua mãe, ele vai confiar o sucesso das causas difíceis e desesperadas... | ” |
|   | — Jules Chevalier (1857). |   |

## Iconografia
Julio Chevalier criou em 1861 um vitral onde aparece Maria e Jesus dos pés, o menino toca seu coração com a mão esquerda e com a direita aponta a mãe, enviando a mensagem de que através de Maria os fiéis podem chegar ao coração de Jesus. Em 1868, o Papa Pio IX abençoa um par de coroas que são colocadas no vitral de Nossa Senhora do Sagrado Coração e a Congregação torna-se uma Arquiconfraria.
No final do século XIX, esta devoção se espalhou por toda a América e Europa para que o Vaticano decide fazer alterações na imagem, e inicia a representação do Sagrado Coração de Jesus como uma criança e braços de sua mãe, enquanto Maria mostra o coração de seu filho.

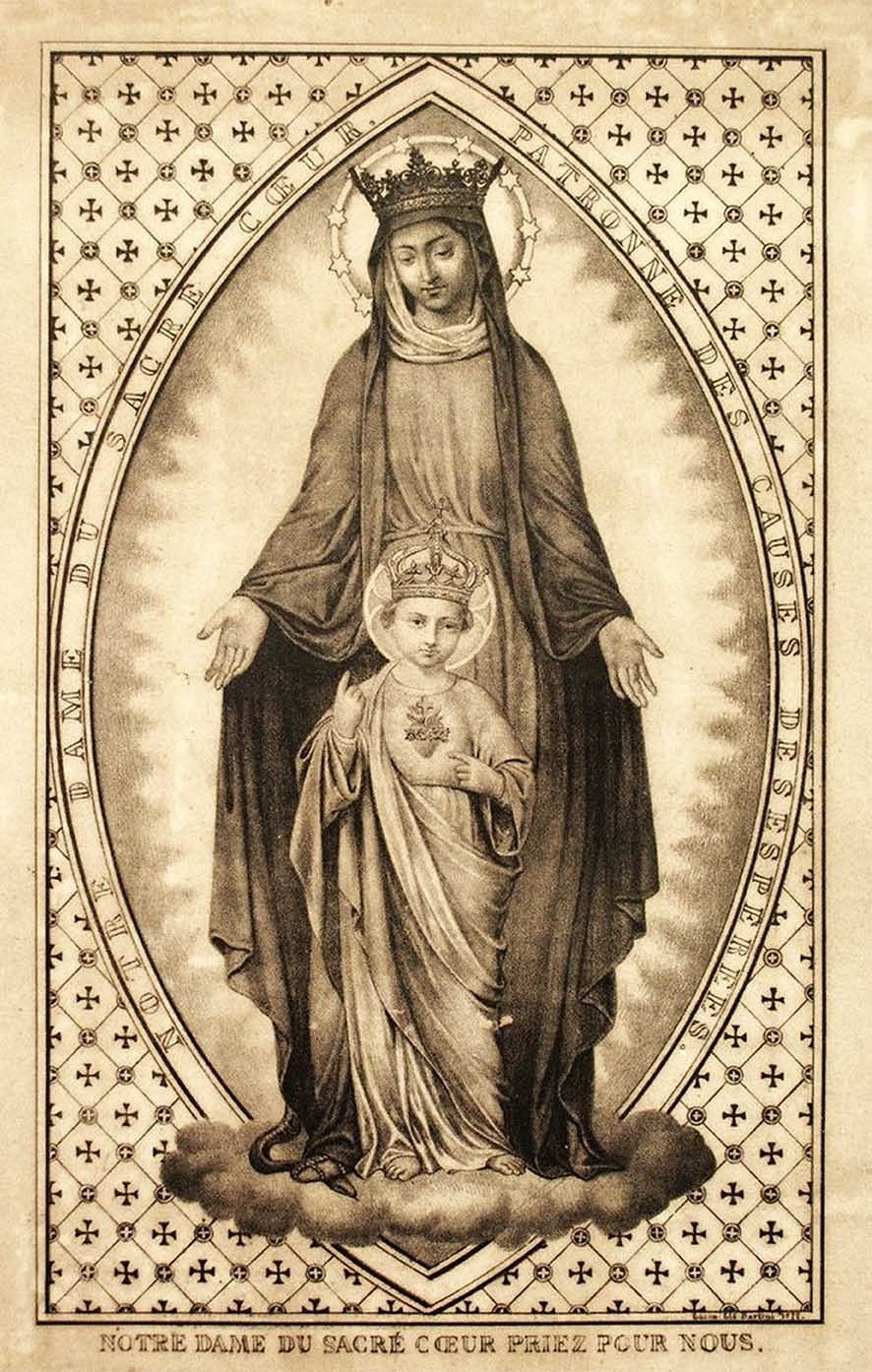
Iconografia em 1870
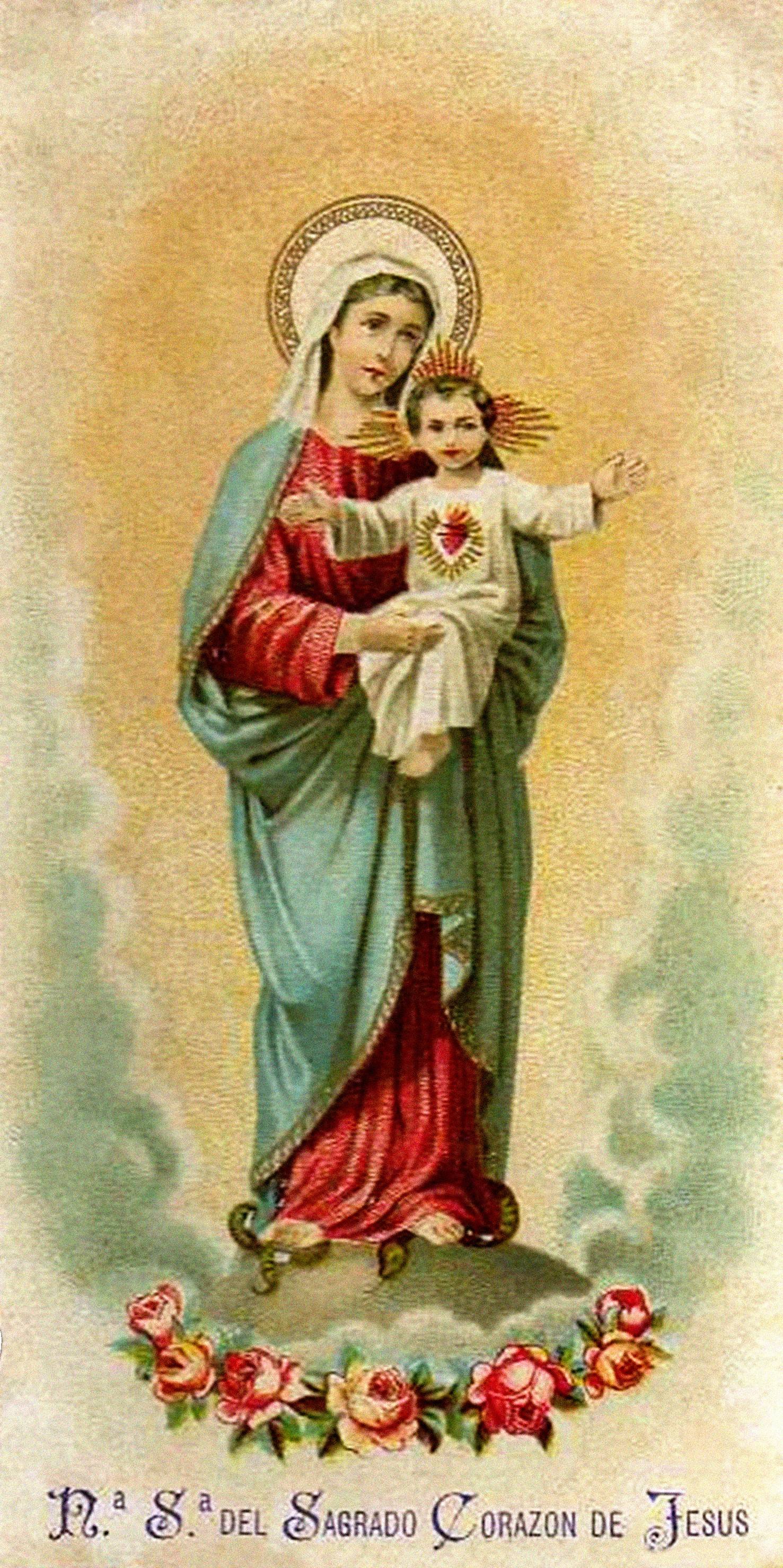
Em 1880
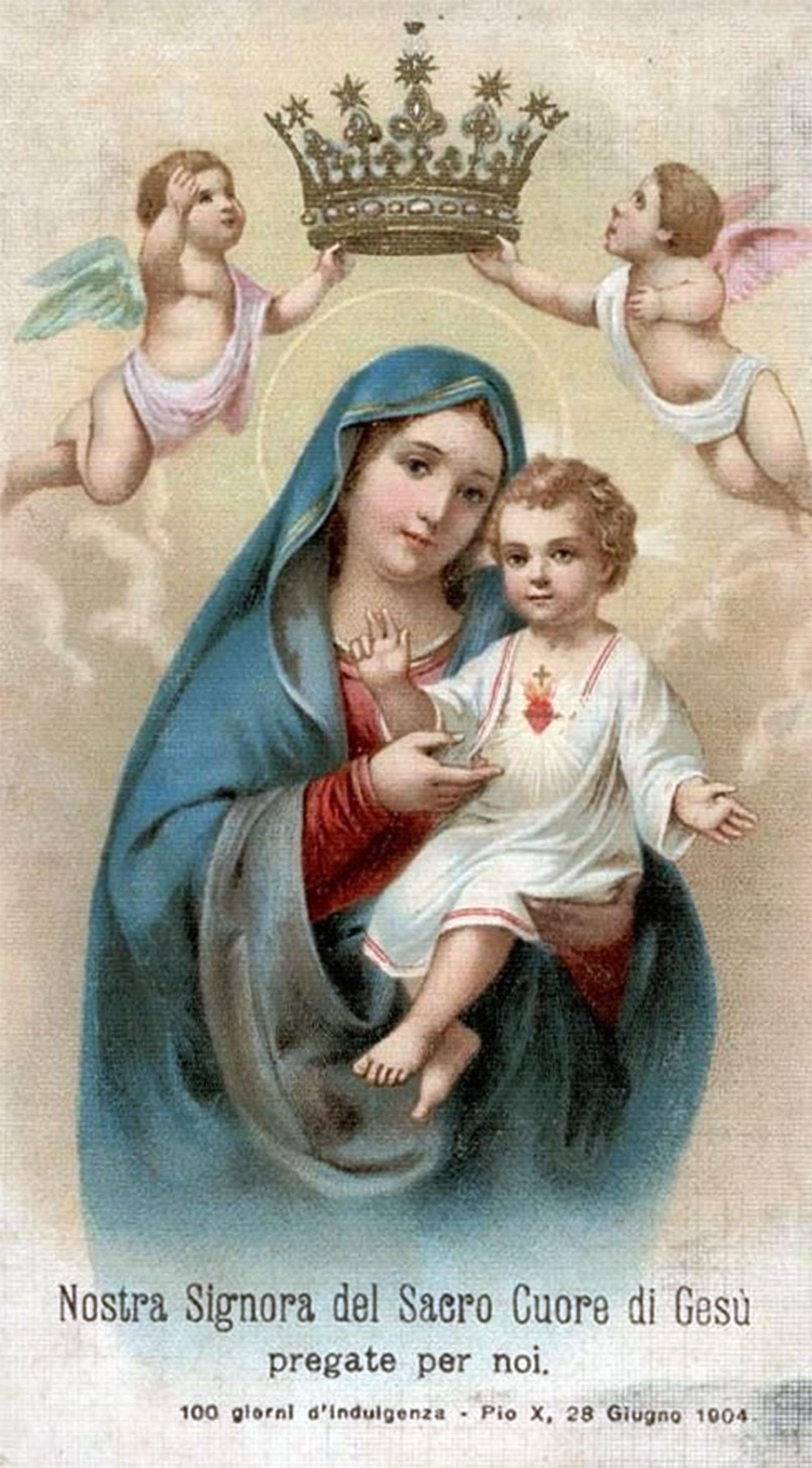
Em 1904
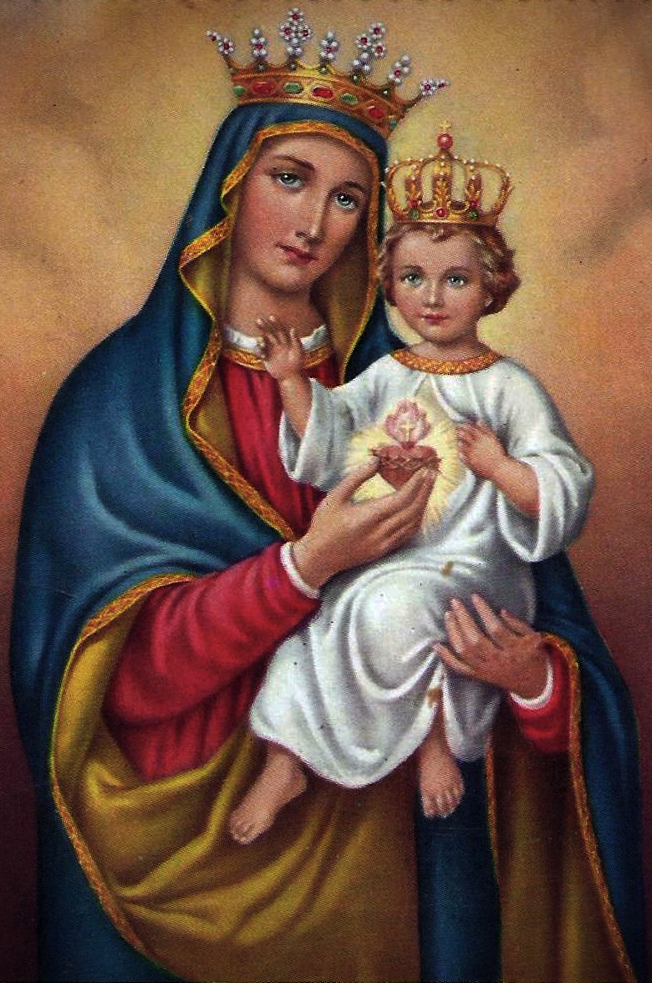
Em 1920 até a atualidade

## Oração
Lembrai-vos, ó Nossa Senhora do Sagrado Coração, do poder

Inefável que vosso divino filho vos concedeu sobre seu Coração

Adorável. Com a maior confiança em vossos merecimentos, vimos

implorar a vossa proteção.

É Celeste Tesoureira do Coração de Jesus, daquele coração que é o

manancial inexaurível de todas as graças e que podeis abrir a vosso

bel prazer para fazer descer sobre os homens todos os tesouros de amor e

misericórdia, de luz e salvação que Ele encerra; concedei-vos , vo-lo pedimos,

os favores que suplicamos ( fazer o pedido).

Não, não podemos receber de vós recusa alguma, e já que sois nossa Mãe, ó

Nossa Senhora do Sagrado Coração, acolhei benignamente as nossas preces

e dignai-vos a deferi-las. Amém.

Nossa Senhora do Sagrado Coração, rogai por nós.